# Лучера
Луче́ра  (итал. Lucera, букв. «лучезарная») — небольшой, но исторически значимый город (муниципалитет) в регионе Апулия, провинция Фоджа, Италия. Население 34,7 тыс. жителей (2009).
Как и в других регионах Южной Италии, город характеризуется слабой экономикой и неблагоприятной демографической ситуацией. В городе действует техническая школа, имеется католический собор. Сохранились развалины замка Фьорентино, выстроенного Фридрихом II; там один из самых могущественных правителей Средневековья и окончил свою жизнь.
Город возник как древнегреческое поселение. В 314 г. до н. э. вошёл в состав расширяющейся Римской республики под названием Люцерия Апулорум (Luceria Apulorum). 
В 663 году в ходе италийского похода византийского императора Константа II, занятая лангобардами Лучера была взята штурмом и разрушена.
Покровительницей города в христианские времена стала Пресвятая Богородица Лучерская (Santa Maria Patrona di Lucera), празднование 16 августа, 29 ноября.

## Мусульманская Лучера
В Средние века (в 1240—1300 годах) Лучера стала известна благодаря массовой высылке сюда мусульман из захваченного норманнами Сицилийского эмирата, превратившись в крупный по средневековым меркам мусульманский город (Luceria Saracaenorum) с населением около 30 тыс., живущим по законам шариата. Постоянные стычки с христианами, однако, продолжались и в конечном счёте привели к быстрой ликвидации мусульманской общины после 1300 года.

## Достопримечательности
- Замок Лучера

## Известные уроженцы и жители
- Франческо Антонио Фасани (1681—1742) — святой Римско-Католической Церкви, монах-францисканец.

|                  |  |                    |  |                 |
| Соборная церковь |  | Античный амфитеатр |  | Крепость Лучера |